# Darrell Britt-Gibson
Darrell Hadari Britt-Gibson, född 4 augusti 1986 i Silver Spring i Maryland, är en amerikansk skådespelare, känd för rollen som Darius "O-Dog" Hill i HBO-serien The Wire. Han har också medverkat i Showtime-serien Californication, Starz-serien Power, FX-serien You're the Worst och HBO-serierna Barry och We Own This City. Han har också varit med i filmerna Keanu, Alla tiders kvinnor, Three Billboards Outside Ebbing, Missouri och Judas and the Black Messiah.
Britt-Gibson föddes i Silver Spring i Maryland, som son till författaren och journalisten Donna Britt och hennes första make Greg Gibson. Han har två bröder: En äldre bror vid namn Justin (helbror) och en yngre bror vid namn Skye (halvbror). Den yngste broderns far är Kevin Merida.

## Filmografi (i urval)
- 2006–2008 – The Wire (TV-serie)
- 2012 – Southland (TV-serie)
- 2013 – Shameless (TV-serie)
- 2013 – The Bridge (TV-serie)
- 2013 – Major Crimes (TV-serie)
- 2014 – Californication (TV-serie)
- 2014 – Power (TV-serie)
- 2014–2017 – You're the Worst (TV-serie)
- 2016 – Soy Nero
- 2016 – Keanu
- 2016 – Alla tiders kvinnor
- 2017 – Powerless (TV-serie)
- 2017 – Three Billboards Outside Ebbing, Missouri
- 2018–nutid – Barry
- 2019 – Just Mercy
- 2021 – Judas and the Black Messiah
- 2021 – Silk Road
- 2021 – Fear Street Part One: 1994
- 2021 – Fear Street Part Three: 1666
- 2022 – We Own This City (TV-serie)